# فابیو لوپز آلاسانتارا
فابیو لوپز آلاسانتارا (به پرتغالی: Fábio Lopes Alcântara) مهاجم اهل برزیل است که در شهر سالوادور و در تاریخ ۲۴ مارس ۱۹۷۷ به دنیا آمده‌است.
فابیو لوپز آلاسانتارا در تیم‌های فوتبال Bahia سابقهٔ حضور دارد.